# 진도 동거차도 구상 페페라이트
진도 동거차도 구상 페페라이트(珍島 東巨次島 球狀 페페라이트)는 대한민국 전라남도 진도군 조도면, 동거차도에 있는 천연기념물이다. 2009년 10월 9일 천연기념물 제505호로 지정되었다.

## 개요
동거차도의 암석은 지각을 뚫고 여러 갈래의 암맥 형태로 상승하던 규질 또는 산성질 마그마가 지표 가까이 쌓여있던 화산재와 혼합(混合)하여 만들어진 페페라이트(peperite)로 추정된다.
페페라이트는 퇴적작용과 화성활동(특히 마그마의 관입이나 용암의 유출)이 동시에 일어나는 경우에 종종 만들어져 과거 지질작용의 성격과 시기의 해석에 큰 도움을 주는 암석이다.
진도군 동거차도의 구상 페페라이트(silicic globular peperite)는 규질 암맥이 둥근 단괴 모양으로 떨어져 나온 모습을 하고 있어, 페페라이트로서의 일반적인 중요성을 지님은 물론 규질 페페라이트의 형성과정을 해석하는데 있어서도 중요한 학술적 가치를 지니고 있다.

## 같이 보기
- 페페라이트

## 참고 자료
- 진도 동거차도 구상 페페라이트 - 국가유산청 국가유산포털